# اوا لوند
اوا لوند (انگلیسی: Eva Lund؛ زادهٔ ۱ مه ۱۹۷۱) ورزشکار کرلینگ اهل سوئد بود.